# Sensitive Skin
Sensitive Skin (deutsch: „empfindliche Haut“) ist eine kanadische Comedyserie mit Kim Cattrall in der Hauptrolle. Die Handlung der Serie basiert auf der gleichnamigen britischen Serie, die 2005 und 2007 von Hugo Blick mit Joanna Lumley in der Hauptrolle produziert worden war. In der ersten Staffel fungierten Don McKellar als Regisseur und Bob Martin als Drehbuchautor aller sechs Folgen. Die Ausstrahlung der zweiten Staffel der Serie wurde vom 15. Mai bis zum 19. Juni 2016 gesendet. Die Serie wurde nach der zweiten Staffel eingestellt und nicht für eine dritte Staffel verlängert.

## Handlung
Die Serie dreht sich um Davina Jackson, eine Frau, die sich in einer Midlife-Crisis befindet. Als Folge dieser versucht sie, ihr Leben zusammen mit ihrem Ehemann Al zu ändern.

## Besetzung

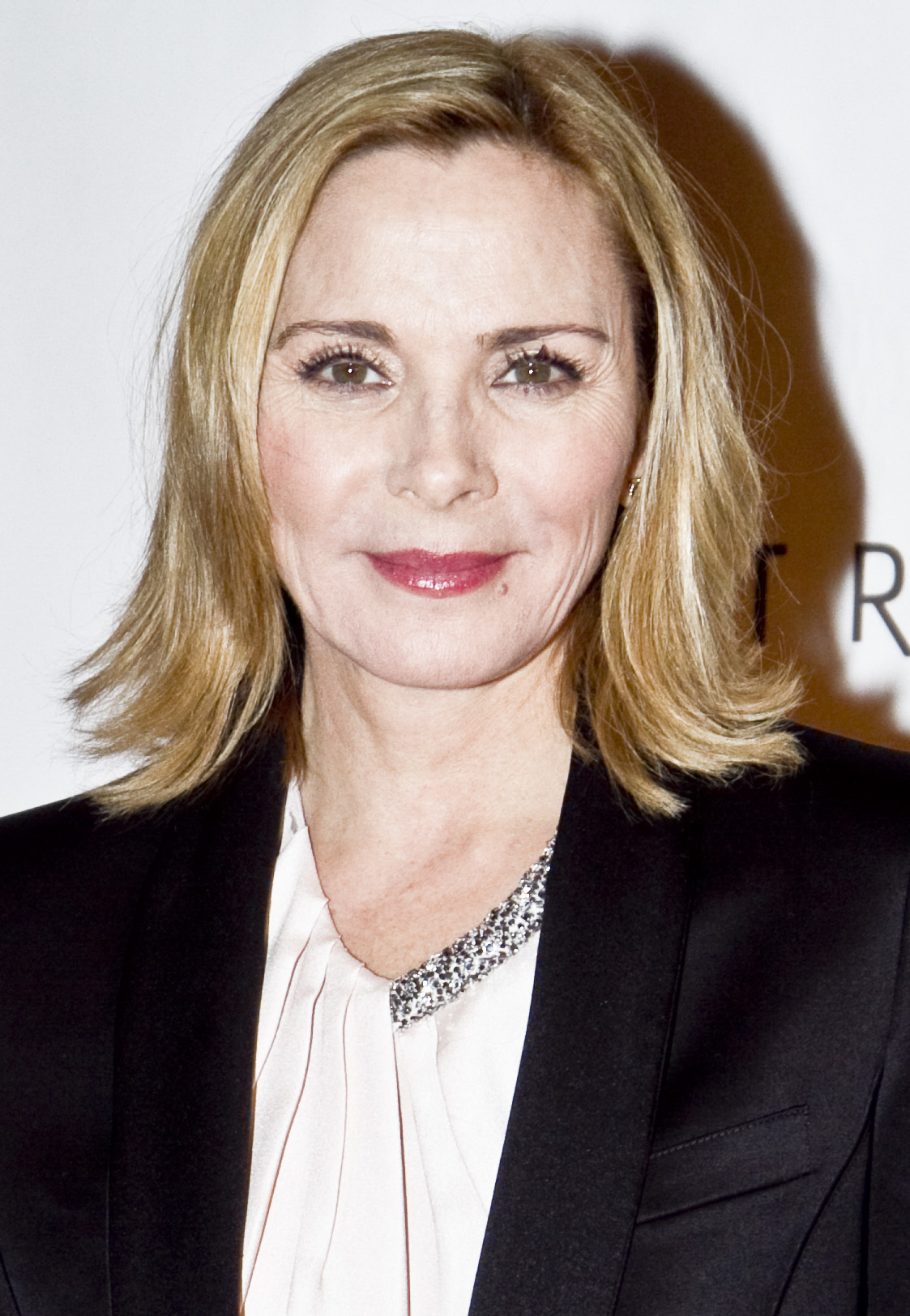
Hauptdarstellerin Kim Cattrall.

| Rollenname      | Schauspieler       | Hauptrolle | Nebenrolle      | Synchronsprecher      |
| --------------- | ------------------ | ---------- | --------------- | --------------------- |
| Davina Jackson  | Kim Cattrall       | 1.01–2.06  |                 | Katarina Tomaschewsky |
| Al Jackson      | Don McKellar       | 1.01–2.06  |                 | Stefan Krause         |
| Dr. H. Cass     | Elliott Gould      | 1.01–2.06  |                 | Roland Hemmo          |
| Orlando Jackson | Nicolas Wright     | 1.01–2.06  |                 | Marius Clarén         |
| Roger           | Colm Feore         | 1.01–2.06  |                 | Udo Schenk            |
| Veronica        | Joanna Gleason     | 1.01–2.06  |                 | Viola Sauer           |
| Sarah           | Mary Walsh         | 1.01–2.06  |                 | Isabella Grothe       |
| Theodore        | Clé Bennett        | 1.01–2.06  |                 | Matti Klemm           |
| Greg            | Marc-André Grondin | 1.01–2.06  |                 |                       |
| Dr. H. Cass     | Marc-André Grondin |            | 1.03, 1.05–1.06 |                       |

## Produktion und Ausstrahlung
Im Oktober 2012 wurde bekannt, dass Kim Cattrall als Hauptdarstellerin und Produzentin der Serie Sensitive Skin verpflichtet wurde. Die Dreharbeiten zur sechsteiligen ersten Staffel fanden in einem Zeitraum von sechs Wochen in Toronto statt. Die Ausstrahlung der ersten Staffel begann am 20. Juli 2014 auf HBO Canada und endete am 24. August 2014. Im Dezember 2014 folgte die Verlängerung um eine zweite Staffel, welche wiederum aus sechs Episoden bestehen wird. Die Dreharbeiten zu dieser Staffel begannen im Frühjahr 2015 in Toronto und endeten Anfang Juli 2015. Ausgestrahlt wurde die zweite Staffel vom 15. Mai bis zum 19. Juni 2016.

## Episodenliste
Die Serie wird seit dem 26. April 2017 auf dem Fernsehsender One immer mittwochs in Deutsch ausgestrahlt.

### Staffel 1
| Nr. (ges.) | Nr. (St.) | Deutscher Titel             | Originaltitel                  | Erstausstrahlung K | Deutschsprachige Erstausstrahlung (D) | Regie        | Drehbuch   |
| ---------- | --------- | --------------------------- | ------------------------------ | ------------------ | ------------------------------------- | ------------ | ---------- |
| 1          | 1         | Home Sweet Home             | The Other Davina               | 20. Juli 2014      | 26. Apr. 2017                         | Don McKellar | Bob Martin |
| 2          | 2         | Die Stimme aus dem Jenseits | The Old Woman                  | 27. Juli 2014      | 26. Apr. 2017                         | Don McKellar | Bob Martin |
| 3          | 3         | Mit Blindheit geschlagen    | The Three Sisters              | 3. Aug. 2014       | 3. Mai 2017                           | Don McKellar | Bob Martin |
| 4          | 4         | Die Mumie                   | The Mummy                      | 10. Aug. 2014      | 3. Mai 2017                           | Don McKellar | Bob Martin |
| 5          | 5         | Rot wie Blut                | Not The Haitian Corpse         | 17. Aug. 2014      | 10. Mai 2017                          | Don McKellar | Bob Martin |
| 6          | 6         | Die andere Davina           | The Return of the Other Davina | 24. Aug. 2014      | 10. Mai 2017                          | Don McKellar | Bob Martin |

### Staffel 2
| Nr. (ges.) | Nr. (St.) | Deutscher Titel         | Originaltitel    | Erstausstrahlung K | Deutschsprachige Erstausstrahlung (D) | Regie        | Drehbuch     |
| ---------- | --------- | ----------------------- | ---------------- | ------------------ | ------------------------------------- | ------------ | ------------ |
| 7          | 1         | Nahe am Wasser          | Wilderness       | 15. Mai 2016       | 17. Mai 2017                          | Don McKellar | Rosa Labordé |
| 8          | 2         | Letzte Worte            | Three Lost Loves | 22. Mai 2016       | 17. Mai 2017                          | Don McKellar | Rosa Labordé |
| 9          | 3         | Der Blender             | The Signals      | 29. Mai 2016       | 24. Mai 2017                          | Don McKellar | Lynn Coady   |
| 10         | 4         | Orlandos Engel          | Forever Jung     | 5. Juni 2016       | 24. Mai 2017                          | Don McKellar | Lynn Coady   |
| 11         | 5         | Lebwohl, mein Geliebter | Kiss Of Life     | 12. Juni 2016      | 31. Mai 2017                          | Don McKellar | Susan Coyne  |
| 12         | 6         | Flügel wachsen nach     | Here I Am        | 19. Juni 2016      | 31. Mai 2017                          | Don McKellar | Susan Coyne  |